# Wippenham
Wippenham ist eine Gemeinde in Oberösterreich im Bezirk Ried im Innkreis  im Innviertel mit 574 Einwohnern (Stand 1. Jänner 2025). Die Gemeinde liegt im Gerichtsbezirk Ried im Innkreis.

## Geografie
Wippenham liegt auf 450 Meter Höhe im Innviertel. Die Ausdehnung beträgt von Nord nach Süd 3,6 km, von West nach Ost 3,9 km. Das Land steigt vom Gurtenbach nach Norden und Süden auf 500 Meter hohe bewaldete Hügel an. Die Gesamtfläche von acht Quadratkilometer wird zu zwei Dritteln landwirtschaftlich genutzt, etwa ein Viertel ist bewaldet.

### Gemeindegliederung
Das Gemeindegebiet umfasst folgende Ortschaften (in Klammern Einwohnerzahl Stand 1. Jänner 2025):
- Außerguggenberg (18)
- Bruck (53)
- Geretsdorf (24)
- Gundersberg (16)
- Mairing (72)
- Neuratting (148)
- Sieberting (51)
- Weinberg (26)
- Wippenham (166)

### Nachbargemeinden
|                       | Gurten                                      | Eitzing   |
|                       | Kompassrose, die auf Nachbargemeinden zeigt |           |
| Kirchheim im Innkreis |                                             | Mehrnbach |

## Geschichte
Wippenham wurde 1147 erstmals urkundlich erwähnt.
Seit Gründung des Herzogtums Bayern war der Ort bis 1779 bayrisch und kam nach dem Frieden von Teschen mit dem Innviertel (damals 'Innbaiern') zu Österreich.
Schon 1786 wurde im Mesnerhaus eine eigene Filialschule eingerichtet. Zwei Jahre später wird berichtet, dass die Katastralgemeinde Wippenham zur Pfarre Gurten gehört. Ein Grenzbeschreibungsprotokoll von 1830 zeigt, dass sich die Gemeindegrenzen seither nicht mehr verändert haben. Im Jahr 1860 wird Wippenham eine Pfarrexpositur, ein Jahr später übersiedelt die Schule in den neuen Pfarrhof. In dieser Zeit wird auch die Innkreisbahn von Ried nach Braunau durch das Gemeindegebiet gebaut, die Eröffnung findet 1870 statt.
Im Jahr 1883 erhebt das Erzherzogtums Österreich ob der Enns die Steuergemeinde zu einer selbständigen Ortsgemeinde, erster Bürgermeister wird der Bauer Michael Schachinger. 1896 wird Wippenham eine eigene Pfarre.

### Einwohnerentwicklung
Seit 1981 ist die Geburtenbilanz durchwegs positiv. Eine Abwanderung verhindert eine stärkere Zunahme der Einwohnerzahl.

## Kultur und Sehenswürdigkeiten

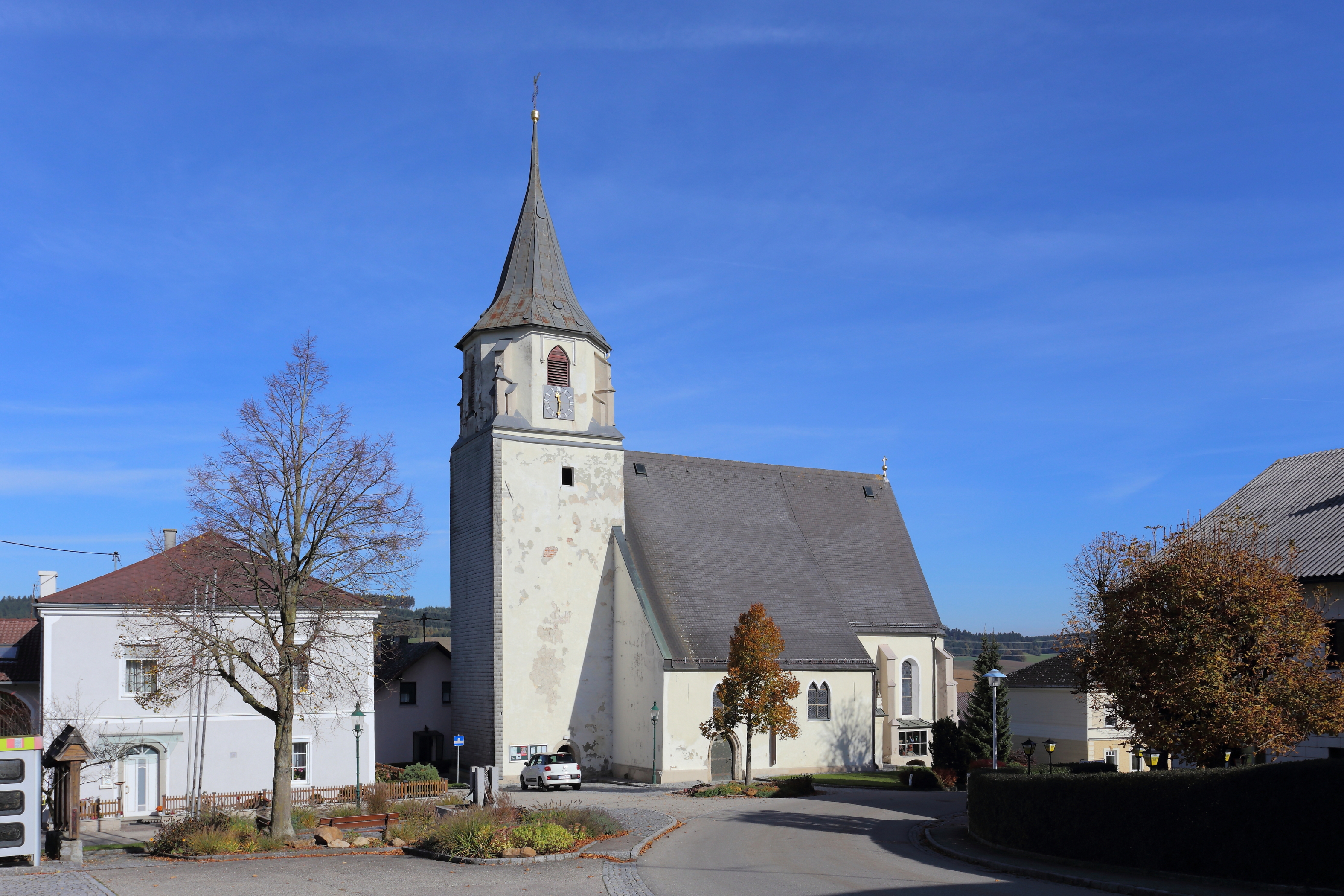
Pfarrkirche Wippenham

- Katholische Pfarrkirche Wippenham Mariä Namen: Die weiträumige, spätgotische Kirche hat einen mächtigen Westturm. Der Hochaltar aus 1659 entstand unter dem Einfluss der Bildhauerfamilie Zürn.

## Wirtschaft und Infrastruktur

### Wirtschaftssektoren
Von den 30 landwirtschaftlichen Betrieben des Jahres 2010 wurden dreizehn im Haupt-, sechzehn im Nebenerwerb und einer von einer Personengemeinschaft geführt. Die Haupterwerbsbetriebe bewirtschafteten zwei Drittel der Flächen. Mehr als die Hälfte der Erwerbstätigen des Dienstleistungssektors arbeitete im Bereich Beherbergung und Gastronomie.
| Wirtschaftssektor            | Anzahl Betriebe | Anzahl Betriebe | Erwerbstätige | Erwerbstätige |
| Wirtschaftssektor            | 2011            | 2001            | 2011          | 2001          |
| ---------------------------- | --------------- | --------------- | ------------- | ------------- |
| Land- und Forstwirtschaft 1) | 30              | 37              | 22            | 27            |
| Produktion                   | 5               | 4               | 11            | 16            |
| Dienstleistung               | 11              | 7               | 34            | 19            |

1) Betriebe mit Fläche in den Jahren 2010 und 1999

### Berufspendler
Wippenham ist eine Pendlergemeinde. Von den dreihundert ansässigen Erwerbstätigen pendelten beinahe neunzig Prozent aus (Stand 2011).

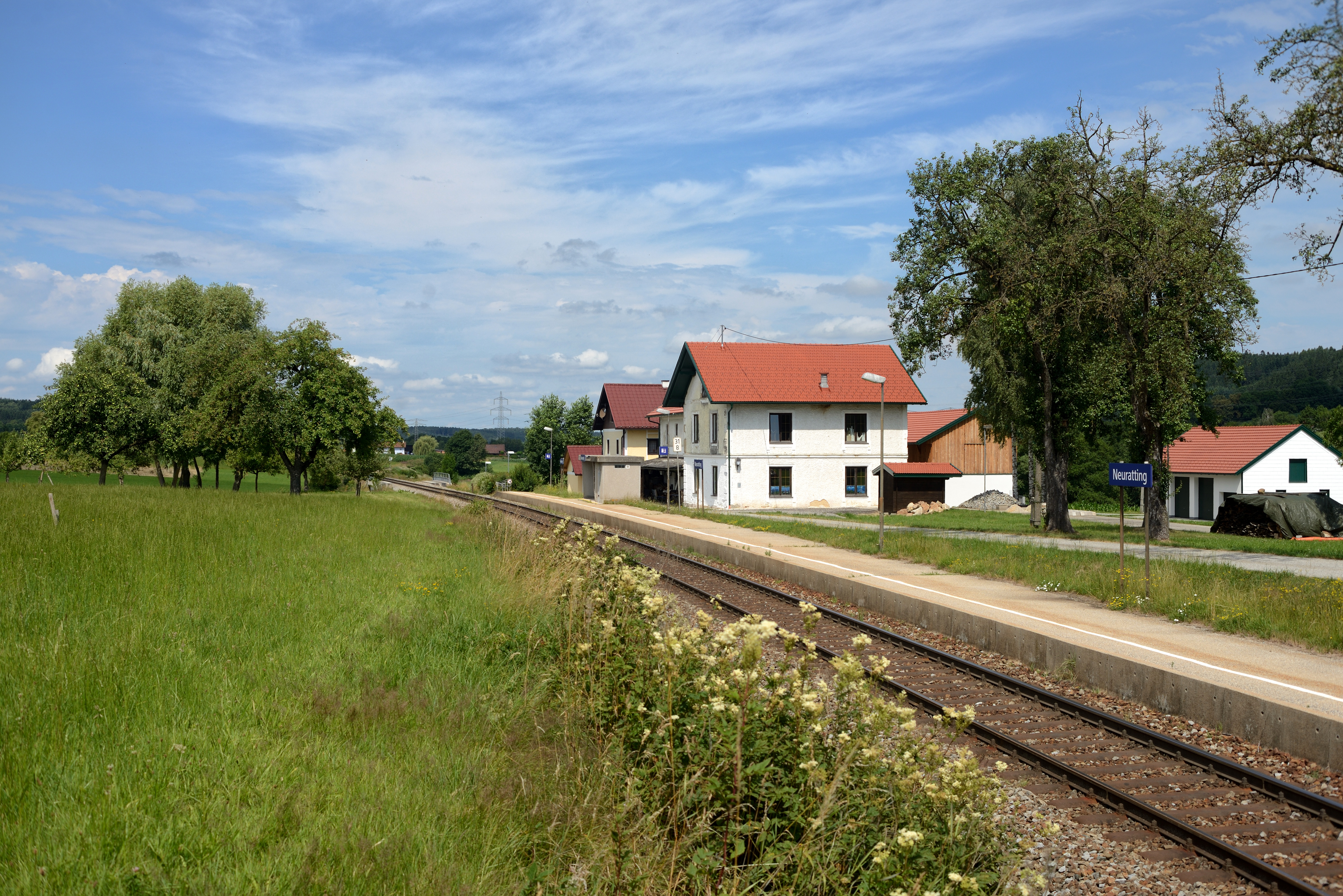
Bahnhof Neuratting

### Verkehr
- Eisenbahn: Durch die Gemeinde verläuft die Innkreisbahn mit einem Bahnhof in Neuratting.
- Straße: Am Südrand der Gemeinde führt die Rieder Straße B141 von Grieskirchen nach Altheim.

## Politik

### Gemeinderat
Der Gemeinderat hat 13 Mitglieder.

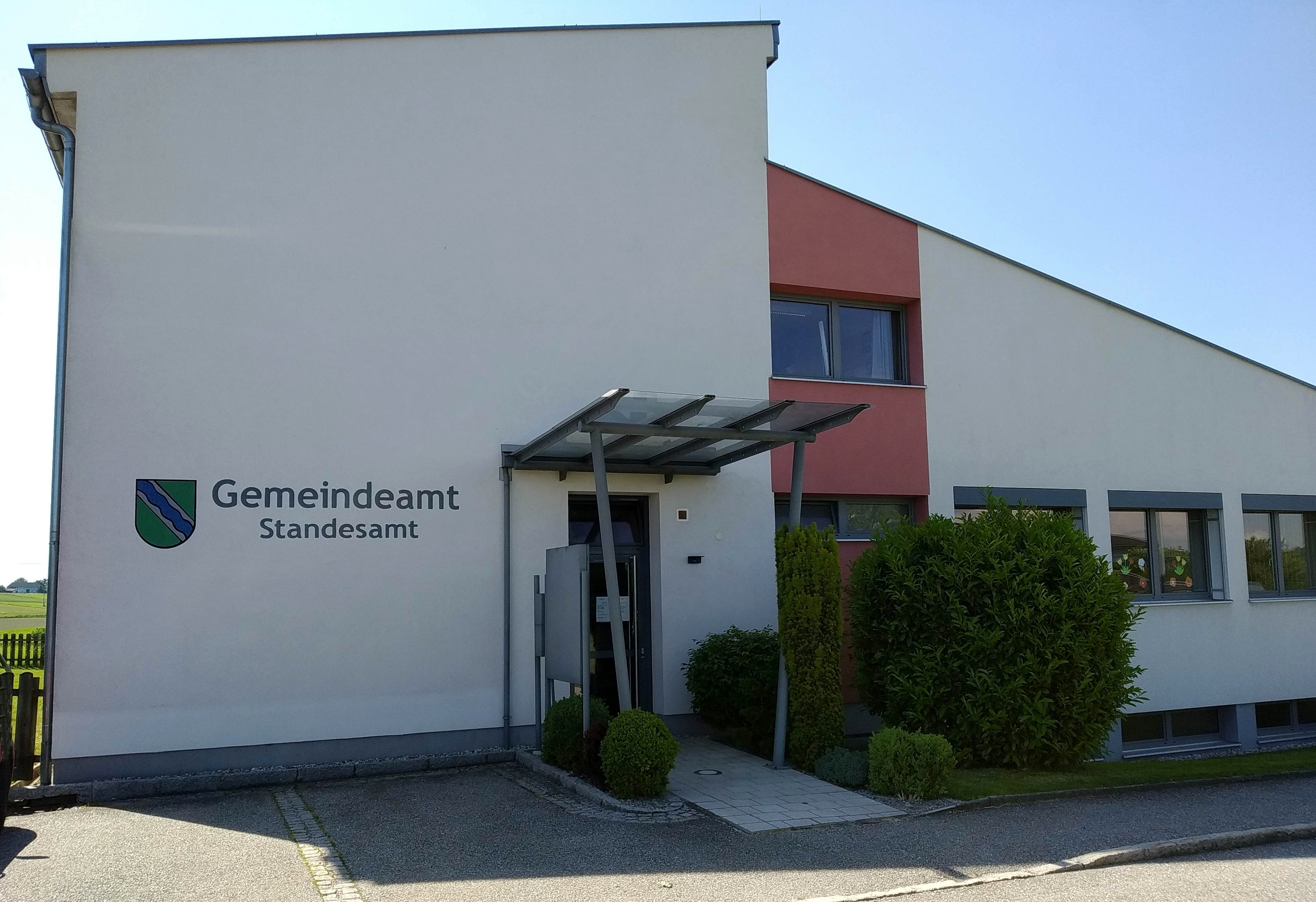
Gemeindeamt

- Mit den Gemeinderats- und Bürgermeisterwahlen in Oberösterreich 1997 hatte der Gemeinderat folgende Verteilung: 7 ÖVP, 5 SPÖ und 1 FPÖ.
- Mit den Gemeinderats- und Bürgermeisterwahlen in Oberösterreich 2003 hatte der Gemeinderat folgende Verteilung: 7 ÖVP, 5 SPÖ und 1 FPÖ.
- Mit den Gemeinderats- und Bürgermeisterwahlen in Oberösterreich 2009 hatte der Gemeinderat folgende Verteilung: 5 ÖVP, 5 SPÖ, 2 WFW und 1 FPÖ.
- Mit den Gemeinderats- und Bürgermeisterwahlen in Oberösterreich 2015 hatte der Gemeinderat folgende Verteilung: 6 SPÖ, 4 ÖVP, 2 FPÖ und 1 WFW.
- Mit den Gemeinderats- und Bürgermeisterwahlen in Oberösterreich 2021 hat der Gemeinderat folgende Verteilung: 5 SPÖ, 4 WFW, 3 ÖVP und 1 FPÖ.[11][12]

| Partei | 2015    | 2015    | 2009  | 2009    | 2003  | 2003    | 1997  | 1997    |
| Partei | Prozent | Mandate | %     | Mandate | %     | Mandate | %     | Mandate |
| ------ | ------- | ------- | ----- | ------- | ----- | ------- | ----- | ------- |
| SPÖ    | 40,47   | 6       | 38,68 | 5       | 38,92 | 5       | 36,22 | 5       |
| ÖVP    | 32,56   | 4       | 38,92 | 5       | 53,78 | 7       | 50,27 | 7       |
| FPÖ    | 15,12   | 2       | 8,25  | 1       | 7,30  | 1       | 13,51 | 1       |
| WfW    | 11,86   | 1       | 14,15 | 2       |       |         |       |         |

### Bürgermeister
- 1991–2009 Johann Reischauer (ÖVP)[17]
- seit 2009 Roswitha Schachinger (SPÖ)[18]

### Wappen
Blasonierung: In Grün ein silberner, mit blauem Wellenbalken belegter Schrägbalken. Die Gemeindefarben sind Weiß-Blau-Weiß.

## Persönlichkeiten

### Söhne und Töchter der Gemeinde
- Josef Gast (1762–1829), österreichischer Orgelbauer.